# Галайчук Ігор Йосифович
Ігор Йосифович Галайчук (нар. 15 липня 1956, м. Монастириська Тернопільської області) — український вчений у галузі медицини, есперантист, громадський діяч. Завідувач кафедри онкології, променевої діагностики і терапії та радіаційної медицини Тернопільського національного медичного університету ім. І. Я. Горбачевського. Заслужений винахідник України (2015).

## Звання
- доктор медичних наук (2006),
- професор (2007),
- член Американського товариства клінічної онкології,
- член Європейського товариства медичної онкології,
- член Європейського та Американського товариств хірургічної онкології,
- член Європейської асоціації досліджень раку,
- член Європейської асоціації онкологічної освіти,
- член Нью-Йоркської АН (1995—1996, США),
- член Всесвітньої медичної есперанто-асоціації та інших.

## Відзнаки
- Відзнаки есперантської асоціації (1996),
- заслужений винахідник України (2015)[2].

## Життєпис
Закінчив Тернопільський медичний інститут (1979, нині медичний університет).
Асистент кафедри цивільної оборони і медичної підготовки Тернопільського педагогічного інституту, 1983—1985 — клінічний ординатор-хірург Київського НДІ гематології та переливання крові; 1985—1992 — лікар-онколог Тернопільського обласного онкологічного диспансеру.
У ТНМУ: асистент кафедри онкології, променевої діагностики і терапії та радіаційної медицини (1992—1998), заступник декана медичного факультету по роботі з іноземними студентами (1997—1998), доцент кафедри онкології (1998—2006), завідувач відділу міжнародних зв'язків (2000—2002); від 2006 — завідувач кафедри онкології, променевої діагностики і терапії та радіаційної медицини.
Від 2007 — голова Тернопільського обласного товариства онкологів.
У 1999—2000 — Фулбрайтський стипендіат у галузі медичної освіти та онкології Інституту раку Піттсбурзького університету, 2002 — учасник наукового обміну міжнародної програми з дитячої онкології в м. Мемфіс (обидва — США).
Голова клубів есперантистів у Тернополі (1980—1983 — «Amikeco» («Дружба»), від 2006 — «Spinosfloro» («Терноцвіт»).
Брав участь у Всесвітніх конгресах есперантистів (Відень, 1992; Гавана, 2010; Рейк’явік, 2013; Нітра, 2016; Лісабон, 2018).
1996—2001 — член редакційної колегії журналу «Medicina Internacia Revuo» Всесвітньої медичної есперанто-асоціації.

## Науковий доробок
Автор навчальних посібників «Клінічна онкологія» (2003), близько 200 наукових публікацій.
Автор дисертації «Меланома шкіри: оптимізація діагностики, комбінованого і комплексного лікування хворих» (14.01.07). За темою дисертації опубліковано 49 наукових праць, з них 18 статей (серед яких 5 самостійних) у журналах, рекомендованих ВАК України; розділ у посібнику «Клінічна онкологія»; 23 тезові публікації на вітчизняних і міжнародних конференціях та конгресах.
Має 15 авторських свідоцтв і патентів на винаходи, зокрема сімох патентів та авторського права на комп'ютерну програму «Прогнозування перебігу злоякісного захворювання (OncoPrognosis)».
Ігор Галайчук разом з Віктором Паюком витлумачили та видали з есперанто українською книгу японського цілителя Масаюкі Сайонджі «Лікувальний масаж Юмейго» (Т., 1995).
Леон Зімельс (1911-1985) - засновник Тернопільського клубу есперантистів. Меморіальне видання / І. Галайчук, В. Паюк, — Тернопіль: ТНМУ, 2021.  — ISBN 978-966-673-422-1.